# Veliki Skočaj
Veliki Skočaj je naseljeno mjesto u gradu Bihaću, Federacija Bosne i Hercegovine, BiH.
Nalazi se oko 5 kilometra južno od Bihaća.

## Stanovništvo

### 1991.
Nacionalni sastav stanovništva 1991. godine, bio je sljedeći:
ukupno: 323
- Hrvati - 316
- Srbi - 3
- Jugoslaveni - 2
- ostali, neopredijeljeni i nepoznato - 2

### 2013.
Nacionalni sastav stanovništva 2013. godine, bio je sljedeći:
ukupno: 56
- Hrvati - 55
- Bošnjaci - 1

## Vanjske poveznice
- Satelitska snimka  Arhivirana inačica izvorne stranice od 25. rujna 2020. (Wayback Machine)